# Birger Hammer (Pianist)
Birger Hammer (* 6. März 1881 in Bergen, Norwegen; † 29. März 1958 in Berlin) war ein norwegischer Pianist und Musikpädagoge, der lange in Berlin wirkte.

## Leben und Werk
Birger Hammer wurde geboren als Sohn des norwegischen Kaufmanns Hans Jakob Grogaard Hammer und dessen Ehefrau Agnes, geb. Isdahl.
Er war Schüler von Martin Knutzen (1863–1909) in Christiania sowie von Artur Schnabel und Wilhelm Klatte in Berlin.
Birger Hammer lebte und wirkte in Berlin als Konzertpianist. Er trat vor allem als hervorragender Interpret der Werke Franz Liszts in Erscheinung. So übernahm er beispielsweise im Gedenkkonzert der Berliner Philharmoniker zum 100. Geburtstag Edvard Griegs 1943 in Berlin unter Carl Schuricht den Klavierpart. Als Rezitatorin war bei dieser Veranstaltung Asta Südhaus beteiligt. Das Werk Griegs wie auch das angesprochene Konzert wurden vom Propagandaministerium Joseph Goebbels’ als Sinnbild einer deutsch-norwegischen Schicksalsgemeinschaft gedeutet.
Birger Hammer wirkte auch als Klavierdozent unter anderem an der „John Petersen Akademie für Klavierspiel“ in Berlin.
Er starb 1958 im Alter von 77 Jahren in Berlin. 1919 hatte er in Berlin Anna Ottonie Krigar-Menzel (* 1894 in Berlin), eine Tochter des deutschen Physikers Otto Krigar-Menzel, geheiratet. Die Ehe wurde bereits ein Jahr später wieder geschieden.